# ナザン・ザンテロ
- ナザン・ザネテロ

ナザン・アバント・ザンテロ（Nazzan Avant Zanetello, 2005年5月25日 - ）は、 アメリカ合衆国ミズーリ州セントルイス郡ブリッジトン出身のプロ野球選手（内野手、外野手）。右投右打。MLBのボストン・レッドソックス傘下所属。

## 経歴
2023年のMLBドラフト2巡目（全体50位）でボストン・レッドソックスから指名され、プロ入り。なお、契約しない場合はアーカンソー大学へ進学の予定であった。契約後、傘下のルーキー級フロリダ・コンプレックスリーグ・レッドソックスでプロデビュー。A級セイラム・レッドソックスでもプレーし、2チーム合計で14試合に出場して打率.158、2打点、5盗塁を記録した。
2024年はA級セイラムでプレーし、78試合に出場して打率.158、7本塁打、21打点、4盗塁を記録した。

## プレースタイル
俊足と強肩を備え、本職の遊撃手だけでなく中堅手や三塁手での起用も見込まれるアスリート型選手である。打撃ではスウィングスピードを評価されているが、確実性に欠ける点が課題とされる。